# Округ Камберланд (Кентаки)
Камберланд (енгл. Cumberland County) је округ у америчкој савезној држави Кентаки.

## Демографија
По попису из 2010. године број становника је 6.856, што је 291 (-4,1%) становника мање него 2000. године.
| Група             | 2000.         | 2010.         |
| Белци             | 6.793 (95,0%) | 6.508 (94,9%) |
| Афроамериканци    | 244 (3,4%)    | 178 (2,6%)    |
| Азијати           | 3 (0,0%)      | 9 (0,1%)      |
| Хиспаноамериканци | 43 (0,6%)     | 63 (0,9%)     |
| Укупно            | 7.147         | 6.856         |